# Acianthera morilloi
Acianthera morilloi é  uma espécie de orquídea (Orchidaceae) que existe na Venezuela.

## Publicação e sinônimos
- Acianthera morilloi (Carnevali & I.Ramírez) Luer, Monogr. Syst. Bot. Missouri Bot. Gard. 95: 254 (2004).

Sinônimos homotípicos:
- Pleurothallis morilloi Carnevali & I.Ramírez, Novon 3: 119 (1993).